# Kubousa nikolaji
Kubousa nikolaji är en skalbaggsart som beskrevs av Dombrow 2007. Kubousa nikolaji ingår i släktet Kubousa och familjen Melolonthidae. Inga underarter finns listade i Catalogue of Life.